# 그린란드의 독립
그린란드의 독립(덴마크어: Grønlandsk selvstændighed, 그린란드어: Namminersulivinneq)은 덴마크 왕국의 구성 지역인 그린란드를 완전한 주권을 가진 독립 국가로 만들려는 정치적 열망이다. 현재 이는 그린란드 정부의 형태인 자치정부로서 부분적으로 실현되고 있다.

## 투표
2016년 여론조사에 따르면 그린란드인들 사이에서 완전한 독립을 지지하는 사람이 압도적 다수(64%)로 나타났다.
2019년 여론조사에 따르면 그린란드인의 67.8%가 앞으로 20년 안에 덴마크로부터 독립하는 것을 지지한다고 밝혔다.